# Jett Rocket II: The Wrath of Taikai
 Jett Rocket II: The Wrath of Taikai est un jeu vidéo de plates-formes développé et édité par Shin'en Multimedia, sorti en 2013 sur Nintendo 3DS.
Il fait suite à Jett Rocket.

## Accueil
- Jeuxvideo.com : 14/20[1]